# 2 parmi 5 entrelacé

Exemple de code Interleaved 2 of 5. Décodage des deux premiers chiffres : Alternance barre/espace nnnn (code de début), barres WnnnW (1), espaces nWnnW (2)

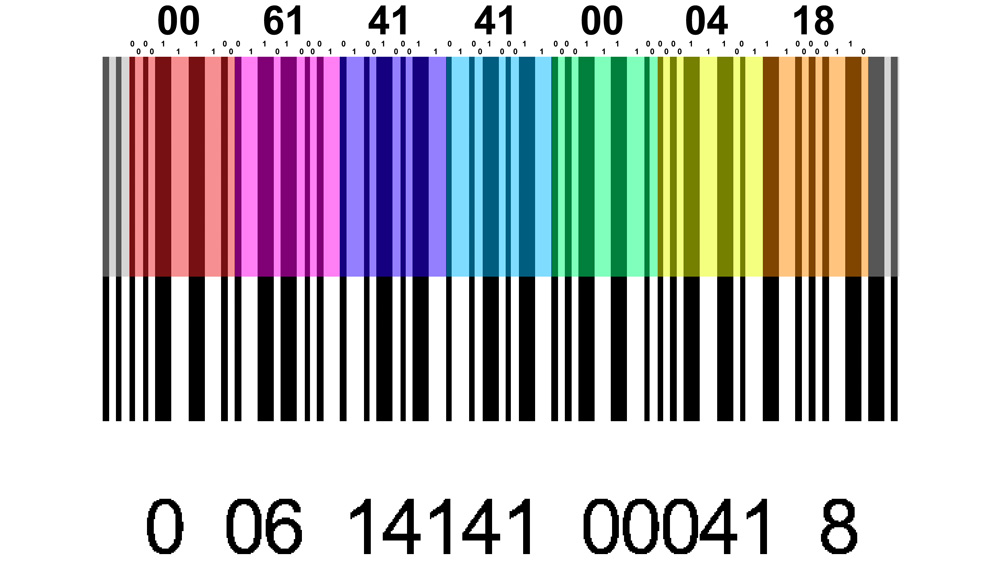
Décodage de code Interleaved 2 of 5. Chaque paire de chiffres est codée par couleur, indiquant le code et la valeur de chaque chiffre.

Interleaved 2 of 5 (ou ITF, littéralement « 2 parmi 5 entrelacé » en anglais) est un type de code-barres continu codant des chiffres. Ce type de code-barre est utilisé commercialement sur les films 135, pour les codes-barres ITF-14 et sur les cartons de certains produits, tandis que les produits à l'intérieur sont étiquetés avec UPC ou EAN.
ITF encode des paires de chiffres ; le premier chiffre est codé dans les cinq barres (ou lignes noires), tandis que le deuxième chiffre est codé dans les cinq espaces (ou lignes blanches) « entrelacées » avec eux. Deux barres ou espaces sur cinq sont larges. Les chiffres sont codés en symboles comme suit :
| Chiffre | Largeur de la barre ou de l'espace | Largeur de la barre ou de l'espace | Largeur de la barre ou de l'espace | Largeur de la barre ou de l'espace | Largeur de la barre ou de l'espace | Mnémonique (utilisant des poids) |
| ------- | ---------------------------------- | ---------------------------------- | ---------------------------------- | ---------------------------------- | ---------------------------------- | -------------------------------- |
| 0       | f                                  | f                                  | L                                  | L                                  | f                                  | 4+7=11, remplacé par 0           |
| 1       | L                                  | f                                  | f                                  | f                                  | L                                  | 1+0=1                            |
| 2       | f                                  | L                                  | f                                  | f                                  | L                                  | 2+0=2                            |
| 3       | L                                  | L                                  | f                                  | f                                  | f                                  | 1+2=3                            |
| 4       | f                                  | f                                  | L                                  | f                                  | L                                  | 4+0=4                            |
| 5       | L                                  | f                                  | L                                  | f                                  | f                                  | 1+4=5                            |
| 6       | f                                  | L                                  | L                                  | f                                  | f                                  | 2+4=6                            |
| 7       | f                                  | f                                  | f                                  | L                                  | L                                  | 7+0=7                            |
| 8       | L                                  | f                                  | f                                  | L                                  | f                                  | 1+7=8                            |
| 9       | f                                  | L                                  | f                                  | L                                  | f                                  | 2+7=9                            |
| Masse   | 1                                  | 2                                  | 4                                  | 7                                  | 0                                  | 9.5                              |

où "f" est un trait fin (une barre ou une espace) et "L" un trait large (2 à 3 fois la largeur d'une ligne fine).
Les traits larges forment un code deux sur cinq avec des valeurs consécutives de 1, 2, 4, 7 et 0, où le code 0 a une valeur de 11. Ceci est similaire au code à barres POSTNET.
Avant les paires réelles, il y a un code de démarrage composé de ffff (barre fine - espace fine - barre fine - espace fine), et après tous les symboles, il y a le code de fin composé de Lff (barre large - espace fine - barre fine).
Comme les chiffres sont codés par paires, seul un nombre pair de chiffres peut être codé. Généralement, un nombre impair de chiffres est codé en ajoutant un "0" comme premier chiffre, mais parfois un nombre impair de chiffres est codé en utilisant cinq espaces étroites dans le dernier chiffre.
Une somme de contrôle peut être ajoutée comme dernier chiffre, qui est calculé de la même manière que les sommes de contrôle UPC.
Il existe des contraintes spécifiques sur la hauteur et la largeur des barres et la largeur des "zones silencieuses" vierges avant les symboles de début et de fin,,.

Un code-barres ITF-14. La bordure rectangulaire épaisse est la Bearer Bar.

L'ITF est souvent utilisé pour marquer les numéros d'identification des produits ou d'autres codes, de différentes longueurs, sur les cartons d'articles et les caisses à plusieurs unités. Un exemple spécifique de cela, normalisé par GS1, est le code-barres ITF-14 utilisé pour marquer les colis avec des numéros d'article commerciaux mondiaux. Dans ces utilisations, le symbole du code à barres ITF est généralement imprimé entouré d'une large bordure rectangulaire noire appelée Barre Porteuse. La Barre Porteuse entoure tout le symbole et les zones vierges avant le début et la fin, en jouxtant les extrémités des barres. Le but d'une Barre Porteuse est d'égaliser la pression exercée par la plaque d'impression sur toute la surface du code-barres. Elle peut aussi servir d'améliorer la fiabilité de la lecture en aidant à réduire la probabilité d'erreurs de lecture lorsque le code à barres est scanné à un angle trop grand pour que le faisceau de balayage croise le bord supérieur et/ou inférieur du code à barres plutôt que de balayer toutes les barres, entrant par la barre la plus à gauche et sortant par la barre la plus à droite (ou vice versa pour un balayage inversé).
Un tel « balayage court » qui ne s'étend pas à toutes les barres ne peut évidemment pas aboutir à une lecture correcte du code à barres complet, mais de par la nature d'ITF, il est possible qu'un balayage court qui commence dans au milieu du code-barres de commencer par un motif qui correspond au motif de départ requis, ou pour un balayage court qui se termine au milieu du code-barres pour se terminer par un motif qui correspond au motif d'arrêt requis. De cette manière, l'analyse courte, bien qu'incorrecte, peut sembler être une analyse complète correcte. La barre de support empêche cette erreur, car un court balayage passera par la Barre Porteuse lorsqu'il passe sur le bord supérieur ou inférieur du code à barres. Étant donné que la Barre Porteuse est beaucoup plus large que n'importe quelle barre noire légitime, elle garantira que le balayage court ne peut pas sembler commencer par le bon modèle de début et se terminer par le bon modèle de fin, forçant un balayage invalide. Le code-barres peut ensuite être re-scanné, automatiquement ou manuellement. (Si le scan court n'était pas reconnu comme invalide, les données mal lues seraient acceptées et utilisées comme s'il s'agissait de bonnes données, et il n'y aurait aucune chance de rescanner automatiquement le code à barres pour corriger les mauvaises données.)
Sur des films 135 (35 mm), ITF est utilisé pour identifier le fabricant, le type de film, le nombre d'expositions et les informations sur le propriétaire sur 6 chiffres. Le code-barres est situé entre le code de détection automatique de la caméra DX argenté et noir lu automatiquement et le bec de sortie. Il est numérisé optiquement par de nombreuses machines de traitement de film lorsque la cartouche est insérée pour le développement.
Identcode et Leitcode sont des variantes d'ITF avec des chiffres de contrôle utilisés par Deutsche Post.